# Quérigut
Quérigut (okcitansko Querigut) je naselje in občina v južnem francoskem departmaju Ariège regije Jug-Pireneji. Leta 1999 je naselje imelo 116 prebivalcev.

## Geografija
Naselje se nahaja v Pirenejih znotraj naravnega parka Donezan ob reki Bruyante.

## Uprava
Quérigut je sedež istoimenskega kantona, v katerega so poleg njegove vključene še občine Artigues, Carcanières, Mijanès, Le Pla, Le Puch in Rouze s 465 prebivalci.
Kanton je sestavni del okrožja Foix.
1. ↑  »Populations légales 2016«. Nacionalni inštitut za statistične in gospodarske raziskave. Pridobljeno 25. aprila 2019.